# 임요셉
임요셉(1987년 ~)은 대한민국의 뮤지컬 배우다. 2012년 뮤지컬 '더 락'으로 정식 데뷔했다.

## 방송
- 팬텀싱어 3 (2020) - Top74

## 영화
- 우리들의 천국을 위하여 (2016)